# Starburst

Fenomeni di starburst nella galassia nana irregolare NGC 1569 (foto NASA).

Con il termine starburst (letteralmente esplosione di stelle) si intende una regione in cui vi è un tasso di formazione stellare abnormemente alto. In particolare, se il tasso di formazione stellare abnormemente alto riguarda l'intera galassia, essa prende il nome di galassia starburst.
L'alto tasso di formazione stellare implica la formazione di un maggior numero di stelle massicce, che concludono la loro esistenza in tempi astronomicamente brevi esplodendo in supernove, che generano delle onde d'urto che, comprimendo i gas nebulari residui, rinnovano il processo di formazione stellare. Queste reazioni a catena molto probabilmente durano qualche decina di milioni di anni, una vita relativamente breve, fin quando non si sarà consumata la maggior parte dei gas e delle polveri necessarie per rinnovare il processo.
I fenomeni di starburst si innescano spesso a seguito dell'interazione di due galassie, dal momento che le forze di marea galattica comprimono ed agitano le nubi interstellari innescando tali fenomeni.
Si ritiene che il centro della nostra Galassia andrà incontro a un periodo di starburst entro circa 200 milioni di anni, con un tasso di formazione ed esplosione delle stelle in supernovae un centinaio di volte superiore a quello attuale. Questo periodo di starburst potrebbe essere accompagnato dalla formazione di getti relativistici a partire dal materiale che precipita sul buco nero supermassiccio centrale. Si ipotizza che la Via Lattea sia soggetta a simili fenomeni all'incirca ogni 500 milioni di anni.